# Kokia lanceolata
Kokia lanceolata (Engels: Wailupe Valley treecotton, Hawaïaans: Koki`o) is een uitgestorven plant die endemisch was op het eiland Oahu in Hawaï. Hij kwam voor in droge bossen in het zuidoosten van Oahu in de heuvels van Makaku en Koko Head en in Wailupe Valley. De plant werd in de negentiende eeuw voor het eerst verzameld door Wilhelm Hillebrand. Frederick Lewis Lewton heeft de plant een wetenschappelijke beschrijving gegeven.
Het waren kleine bomen waarvan de exacte grootte onbekend is gebleven. De bladeren waren zevenlobbig en 8-12,5 cm breed. Aan de onderkant waren de bladeren behaard in de oksels van de hoofdnerven nabij de afgeronde basis van het blad. De bloemstelen waren 3,5-5 cm lang. Het involucrum was smal-lancetvormig, 3-3,8 cm lang en 0,8-1,3 cm breed. De schutbladen van het involucrum waren puntig en behaard of glad aan de basis. De rode bloemen waren circa 10 cm lang en vergelijkbaar met de bloemen van Hibiscus, behalve dat ze gegolfd waren. De kelk was 1,5-2 cm lang, glad en onregelmatig ingesneden. De kroonbladeren en de androgynofoor waren circa 10 cm lang. De bloemen produceerden veel nectar. Mogelijk werden de bloemen bestoven door vogels die zich met de nectar voedden. De vrucht en de zaden van deze plant waren niet bekend.
De plant is vermoedelijk aan het einde van de negentiende eeuw of aan het begin van de twintigste eeuw uitgestorven. Als mogelijke oorzaken worden genoemd: grazend rundvee, verstedelijking en invasieve plantensoorten. Ondanks intensieve zoektochten zijn er nooit meer planten gevonden.